# Leiomyza nitidula
Leiomyza nitidula är en tvåvingeart som beskrevs av Malloch 1924. Leiomyza nitidula ingår i släktet Leiomyza och familjen smalvingeflugor. Inga underarter finns listade i Catalogue of Life.